# Барбара Лихтенштейнская
Барбара Лихтенштейнская (нем. Barbara Eleonora Marie von und zu Liechtenstein; род. 9 июля 1942, Чески-Штернберк, Протекторат Богемии и Моравии) — Лихтенштейнская принцесса. Вторая жена принца Югославии, Александра Карагеоргиевича.

## Биография
Барбара родилась 9 июля 1942 года, в семье Иоганна Лихтенштейнского (1910—1975) и его жены Каролины Ледебур-Вихельнской (1912—1996). Из четырёх детей в семье она была самой младшей.
Из-за приближения Красной армии, она и её семья бежали в Лихтенштейн в 1945 году. Там Барбара получила среднее образование в 1959 году, а затем училась в Академии искусств в Вене. В начале 1970-х годов, она работала специальным консультантом Eve of Roma. Затем она работала в Мюнхене дизайнером интерьеров, а позже в Женеве и Лозанне.
В интервью «Associated Press», она рассказывала что её родители были очень строгими, а также заявила, что ей родители говорили, что на принцев и принцесс смотрят больше, чем на остальных.
В 1973 году после свадьбы, она переехала к мужу в Париж. В 2019 году, принцесса вернулась в Лихтенштейн, где она проживает до сих пор.
В конце 1977 года у Барбары случайно обнаружили рак лёгких. Однако по её словам, его очень быстро удалили.
В 2022 году во время визита в Сербию, посетила место захоронения своего мужа.
Барбара увлекается фотографированием. Объездив многие страны, её снимки разных мест и людей заполнили множество альбомов. Принцесса также сделала уникальные снимки многих своих родственников. В одном из интервью она говорила, что любит слушать Моцарта и Штрауса.

## Брак и дети
2 ноября 1973 года в Париже Барбара вышла замуж за принца Александра Карагеоргиевича (1924—2016), старшего сына принца-регента Павла Карагеоргиевича и Ольги Греческой. Для Александра это второй брак. До этого, он был женат на Марии Пии Савойской, старшей дочери последнего короля Италии Умберто II. Принц Александр и принцесса Барбара отпраздновали свой религиозный брак 28 октября 1995 года в церкви Святого Георгия в Опленаце. У них родился один сын:
- Душан Карагеоргиевич (род. 25 сентября 1977), в 2019 году женился на Валерии Демузио (род. 1971). Детей в браке нет.

В 2016 году Барбара овдовела. Её муж был похоронен 20 мая 2016 года в Сербии.